# فيلدان أتاسيفر
فيلدان أتاسيفر هي ممثلة تركية ولدت في 26 يوليو 1981.

## روابط خارجية
فيلدان أتاسيفر على موقع IMDb (الإنجليزية)
- فيلدان أتاسيفر على موقع ألو سيني (الفرنسية)
- فيلدان أتاسيفر على موقع قاعدة بيانات الفيلم (الإنجليزية)
- فيلدان أتاسيفر على موقع كينوبويسك (الروسية)